# Mallinella cymbiforma
Mallinella cymbiforma là một loài nhện trong họ Zodariidae.
Loài này thuộc chi Mallinella. Mallinella cymbiforma được Jia-Fu Wang, Chang-Min Yin & Peng miêu tả năm 2009.